# 艾因托勒巴
35°14′54″N 1°14′56″W / 35.24833°N 1.24889°W

艾因托勒巴（阿拉伯语：‎），是阿爾及利亞的城鎮，位於該國西北部艾因泰穆尚特省，由艾因基哈勒區負責管轄，面積64平方公里，2010年人口12,933，人口密度每平方公里201人。